# Phradonoma interruptum
Phradonoma interruptum is een keversoort uit de familie spektorren (Dermestidae). De wetenschappelijke naam van de soort werd in 1781 gepubliceerd door Thunberg.